# Thalia (Michele Pannonio)
Thalia è un dipinto tempera su tavola (136,5×82 cm) di Michele Pannonio (firmata), databile al 1456 circa e conservato nel Museo di Belle Arti di Budapest. Rappresenta una delle poche opere note dell'artista di origine ungherese attivo a Ferrara.

## Storia
L'opera proviene dallo studiolo di Belfiore, iniziato da Lionello d'Este nel 1447 e portato avanti da suo fratello Borso fino al 1463. Dopo la distruzione del palazzo di Belfiore da un incendio nel 1632 le opere superstiti dello studiolo furono disperse. Oggi se ne conoscono otto. L'identificazione con la musa Talia è stata a lungo confusa con la dea Cerere, poiché il programma iconografico, ideato dall'umanista Guarino Veronese, si basò su alcune commistioni tra le muse e altre simbologie, tratte da un commento medievale a "Le Opere e i giorni" di Esiodo, in cui esse assumevano un significato propiziatorio legato alla coltivazione dei campi.

## Descrizione e stile
Su uno sfarzoso trono, ritratto in prospettiva grandangolare con un punto di vista ribassato, sta seduta la musa Talia, reggente un bocciolo e un ramo di vite, con una ghirlanda di spighe in testa. La sua figura è esile e longilinea, affusolata in vita secondo lo stile gotico internazionale, con profili scivolosi che si infrangono però nel panneggio tagliente al ginocchio. Il trono invece, con quattro putti che reggono festoni di frutta in alto, rimanda ai modelli squarcioneschi, che l'autore vide soggiornando probabilmente a Padova. In primo piano si vedono due vasi con gigli, decorati da perle e gemme, la cui brillantezza ricorda le opere fiamminghe che facevano parte delle collezioni estensi almeno dal 1450 circa.
Lo sfondo è un cielo azzurro, che schiarisce verso l'orizzonte, e in basso, su un intarsio marmoreo si trova un'iscrizione greca. La firma dell'autore è invece sul cartiglio che pende dal primo gradino.